# Архитектор у развалин
«Архитектор у развалин» — открытое письмо секретаря ЦК КП РСФСР Геннадия Зюганова бывшему члену Политбюро, секретарю ЦК КПСС, старшему советнику Президента СССР Александру Яковлеву, опубликованное в газете «Советская Россия» 7 мая 1991 года. После появления письма распространение получило публицистическое клише «архитектор перестройки».
В письме содержалась критика официального партийно-государственного курса Перестройки. Зюганов, долгое время работавший в идеологическом отделе ЦК КПСС под руководством А. Н. Яковлева, подвергал его критике за отношение к истории страны, ставил вопрос о политической ответственности руководства страны. В письме, в частности, говорилось:

…В моём представлении перестройка — это прежде всего созидание в опоре на науку, здравый смысл, народные традиции, наш собственный и международный опыт. Но созидания, к сожалению, не получается… В стране раздор, развал, распад, разложение. Основой бытия стали конфронтация и безответственность…
Уже всем очевидно, что демократия подменена войной законов, суверенитетов и полномочий, разгулом страстей толпы и развалом государства. Как и в далеком прошлом, вновь нарождается союз охотнорядцев, люмпенизированной интеллигенции и уголовников. Порушена вся система гражданского воспитания, как будто учителя обновления решили из интердевочек и супермальчиков выращивать будущих перестройщиков.
Гласность давно сорвалась на истерический крик и стала оружием в психологической войне против народа. А ловкие ребята приспосабливают её и в качестве ходового товара в нарождающихся рыночных отношениях. Все, кто был рядом с Вами, видели, что в этот процесс Вы внесли, что называется, неоценимый вклад…
Правомерно отказать Вам в доверии, как политическом, так и гражданском…

Письмо принесло Зюганову, бывшему на тот момент малоизвестным партийным деятелем, популярность в среде оппозиции курсу Михаила Горбачёва. Зюганов расценивает публикацию письма (наряду с более поздним «Словом к народу») как важный этап своей политической биографии.
12 мая 1991 года «Независимая газета» охарактеризовала письмо как начало кампании по свержению Горбачёва. 3 августа 1991 года в газете ЦК КПСС «Советская культура» появилась статья заведующего отдела ЦК по работе с общественными организациями Игоря Зараменского, в которой автор назвал письмо «развязным, совершенно бездоказательным, достойным стыда и сожаления», заявив, что оно «более всего подчеркнуло, насколько высока готовность консерваторов пожертвовать будущим партии ради своих целей».
Сам Яковлев в своих мемуарах писал, что статья сделала Зюганову «карьеру в стане необольшевизма», отмечая: «замысел этой статьи заключался ещё и в том, чтобы столкнуть Горбачёва со мной, что и было достигнуто». Соратник Зюганова Виктор Илюхин называл письмо «мужественным и стойким поступком».